# Deutsches Stuhlbaumuseum

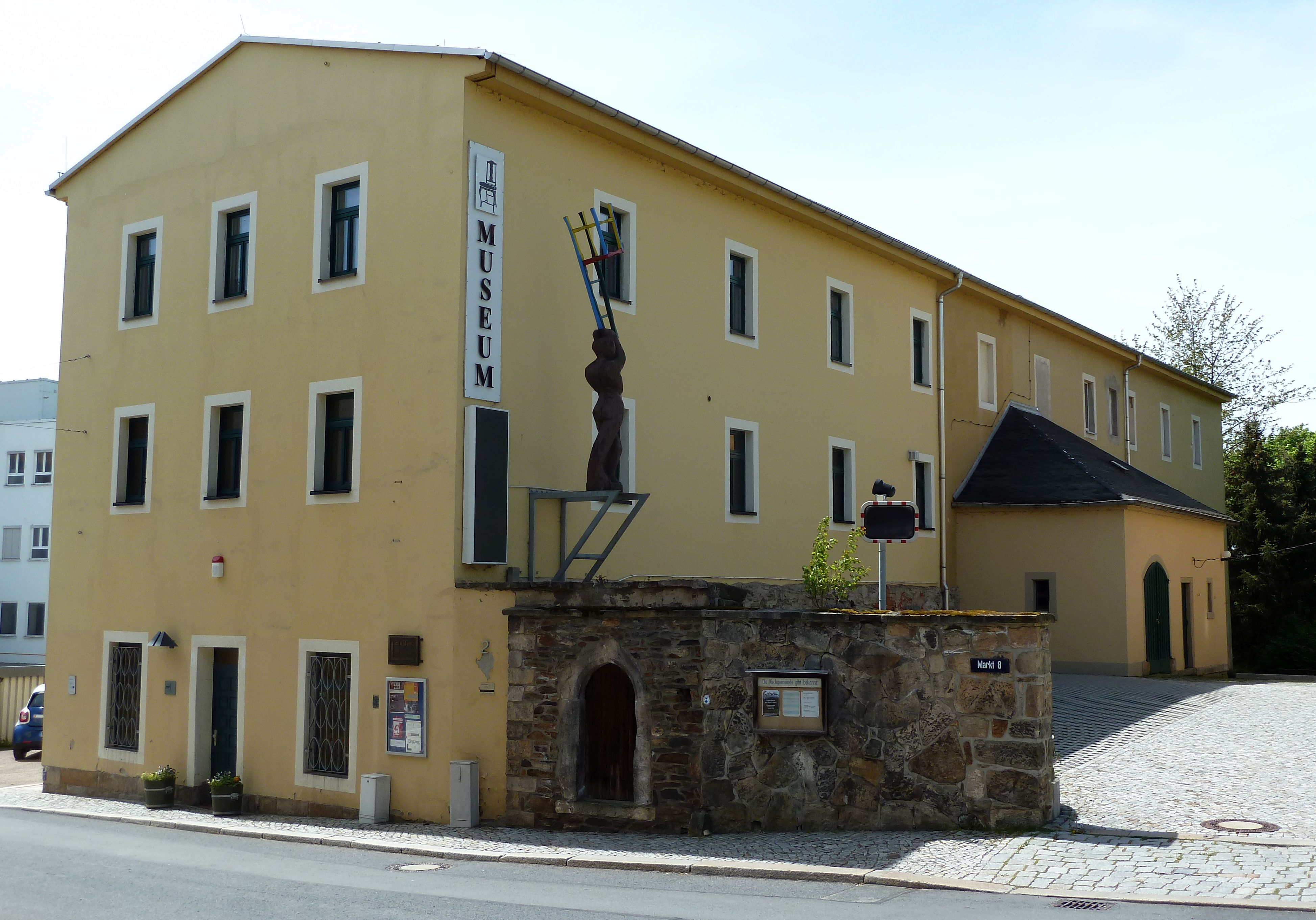
Nordseite des Museums (2021)

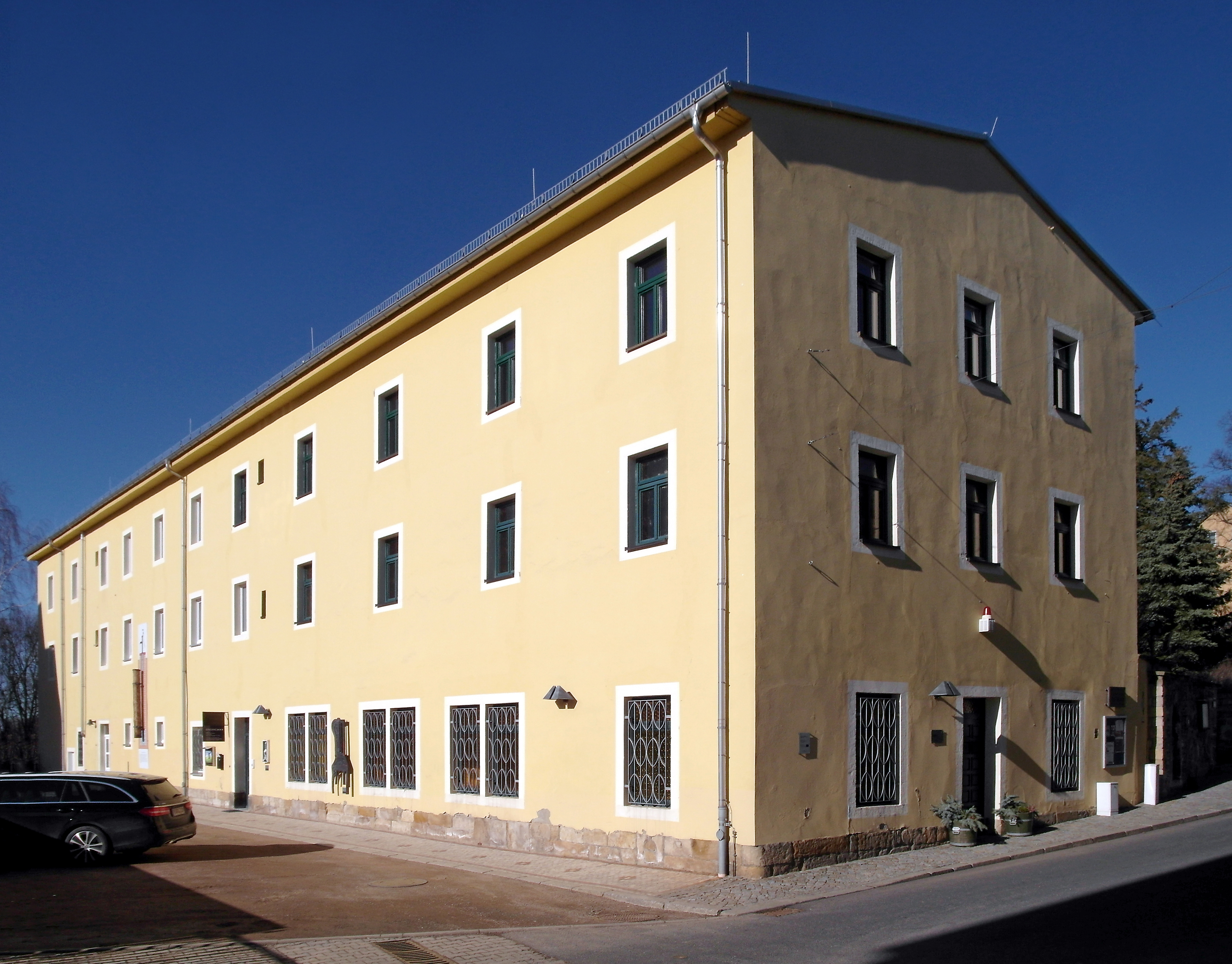
Südfassade (2019)

Das Deutsche Stuhlbaumuseum Rabenau/Sachsen ist ein  Technikmuseum in Rabenau in Sachsen. Das Museum wurde 1922 gegründet und befindet sich seit 1978 im ehemaligen Stallgebäude des Vorwerkes der Burg Rabenau.

## Das Gebäude Lindenstraße 2
Das Gebäude des Deutschen Stuhlbaumuseums gehörte zum Vorwerk der ehemaligen Burg Rabenau, die wahrscheinlich im zwölften Jahrhundert erbaut worden war. Die Burg wurde 1399 erobert und 1402 zerstört und verfiel seitdem. Ab 1569 wurde das Vorwerk ein Freigut. 1866 kaufte der Stuhlhändler Ferdinand Reuter das Gut. Er stockte das Kreuzgewölbe des Stallgebäudes auf und errichtete eine Manufaktur für die Stuhlherstellung. Auf dem Gelände der Burgruine wurden nach der Gründung der Sächsischen Holzindustriegesellschaft 1869 neue Fabrikgebäude errichtet. Die Manufaktur wurde verkauft und zu einem Wohnhaus umgebaut.

## Rabenau als Stuhlbaustadt

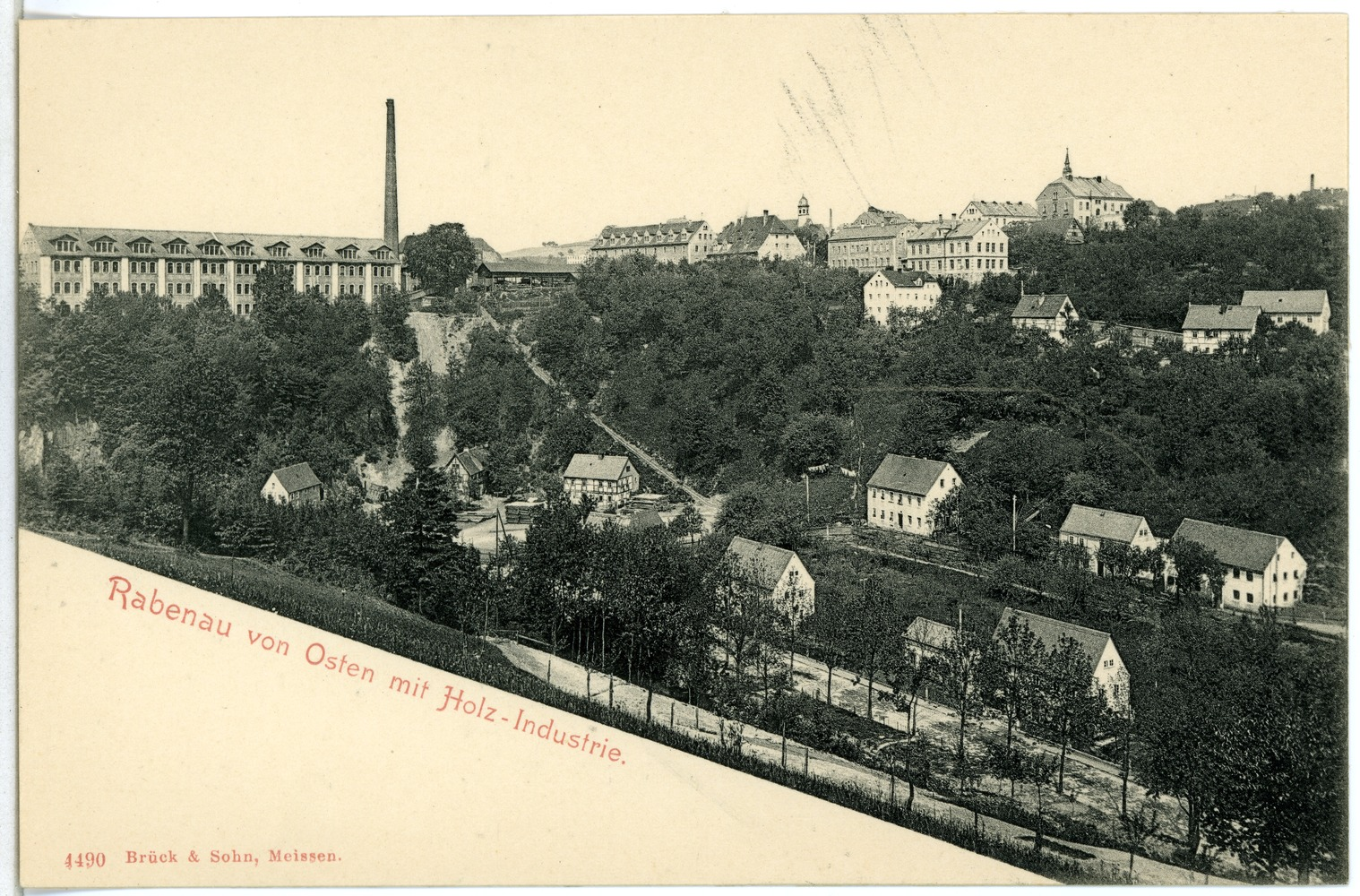
Ansicht von Rabenau mit seiner Holzindustrie (1903)

Gegen 1600 entwickelte sich in Rabenau und Umgebung das Handwerk des Stuhlbaus. Der kursächsische Hofgeograph Adam Friedrich Zürner berichtete 1720 über Rabenau, dass fast alle Einwohner Stuhlmacher gewesen seien. Insbesondere zur Zeit des Klassizismus und zu Beginn des Biedermeier Mitte des 19. Jahrhunderts fanden Rabenauer Stühle großen Absatz. 1882 erhielt Rabenau Anschluss an die Weißeritztalbahn, was große Bedeutung für die örtliche Stuhlbauindustrie hatte. 1883 schlossen sich die selbständigen Stuhlbauer Rabenaus zu einer Innung zusammen. Um 1900 erreichte die Produktion mit 150 Werkstätten und 13 Fabriken ihren Höchststand. Zu dieser Zeit begann auch die industrielle Fertigung von Stühlen in Rabenau, vor allem mit der massenhaften Herstellung von Bugholzmöbeln in der 1869 gegründeten Sächsischen Holzindustriegesellschaft.
Der Konkurs der Gesellschaft 1913 und die Herausforderungen des Ersten und Zweiten Weltkriegs ließen den Absatz der Stühle zurückgehen. Im Zweiten Weltkrieg mussten auch die Rabenauer Stuhlbauunternehmen „kriegswichtige Güter“ wie Munitionskisten, Feldstühle und dergleichen produzieren. Das war unter anderem eine Begründung, um einige große Stuhlbauerfirmen nach 1945 zu enteignen.
Rabenau konnte sich aber als Stuhlbaustandort behaupten. Da die Polstermöbelfertigung im Deutschen Reich vor allem im fränkischen Raum angesiedelt war, beschloss die DDR, ausgewählte große Stuhlbaufirmen in Volkseigentum zu überführen und zu Polstermöbelherstellern umzufunktionieren. Die Handwerksbetriebe schlossen sich zu einer Genossenschaft zusammen; sie waren an großen Innenausbauprojekten beteiligt und fertigten auch Sondergestühl für Theater und Kinos. Die Polstermöbel waren zu DDR-Zeiten ein gefragtes Exportgut. Zeitweise waren 1000 Arbeiter in der Polstermöbelindustrie beschäftigt.
Ab 1947 wurden in den Betrieben Lehrecken zur Ausbildung von Lehrlingen eingerichtet. Die theoretische Ausbildung erfolgte in der Rabenauer Berufsschule, die sich in den unteren Räumen der Rabenauer Schule befand. Im Jahr 1951 wurde in der ehemaligen Stuhlfabrik Beckert & Zänker eine Lehrwerkstatt mit modernem Maschinensaal eröffnet und damit die praktische Ausbildung wesentlich verbessert. In den folgenden Jahren wurden die Ausbildungskapazitäten weiter ausgebaut, 1954/55 ein eigenes Schulgebäude errichtet. In der Schule wurden im Rahmen der RGW-Entwicklungshilfe zeitweise auch Ausländer ausgebildet.
Nach der Wende konnten die Rabenauer Stuhlbauer dem Druck aus Italien, später aus Fernost wenig entgegensetzen. Die Stuhlproduktion vor Ort wurde immer geringer. Seit den 2000er Jahren werden fast nur noch Polstermöbel in Rabenau gefertigt. Der mit Abstand größte Betrieb ist die 1992 gegründete Polstermöbel Oelsa GmbH mit etwa 250 Mitarbeitern, der aus dem VEB Polstermöbelkombinat Oelsa/Rabenau hervorging.

## Die Entstehung des Museums

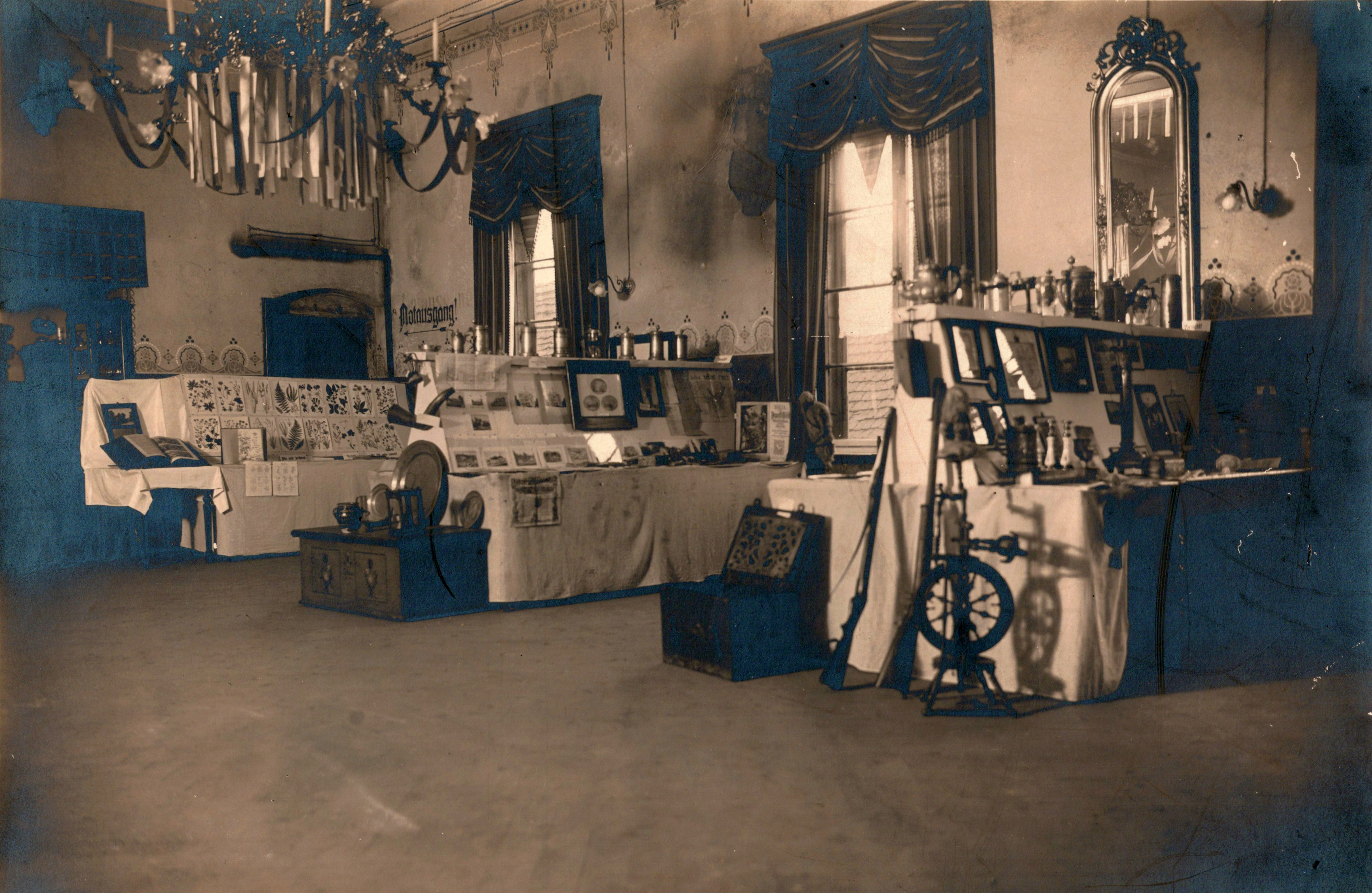
Die Ausstellung 1927 im Amtshof

Schon 1886 erging ein Aufruf, „Altertümer und Erzeugnisse der heimischen Industrie“ zu sammeln, der jedoch keine Resultate zeigte. 1922 rief die damalige Sektion Rabenau des Gebirgsvereins für die Sächsische Schweiz unter Leitung von Max Anders zum Sammeln von Hausrat, Bildern und sonstigen regional interessanten Produkten auf. Daraus entstand die Heimatsammlung, die erstmals vom 4. bis zum 6. März 1927 in einer Ausstellung im Gasthaus „Amtshof“ gezeigt wurde. 1931 konnte die Ausstellung als „Heimatsammlung“ in sieben Räume des Dachgeschosses der neu erbauten Rabenauer Schule einziehen. 1939 wurde die Ausstellung neu gestaltet.
Nach der Schließung im Jahre 1945 wurde die Heimatsammlung am 6. Juli 1947 unter der Bezeichnung „Heimatsammlung der Stadt Rabenau“ wieder eröffnet. Da sich Schul- und Museumsbetrieb nicht gut vertrugen, musste die Heimatsammlung 1978 aus der Schule ausziehen.
Ab 1978 brachte man Teile der Sammlung im Gewölbe des Hauses Lindenstraße 2 unter. Das Museum erhielt den Namen „Heimat- und Stuhlbaumuseum“. Seit 1992 wurde das Museum immer wieder vergrößert. Eine große Renovierung und Umgestaltung der Ausstellung fand in den Jahren 1993 und 1994 statt. 1999 wurde der Bereich „Stuhlbau“ entscheidend erweitert und von der Heimatsammlung getrennt. Seitdem ist das komplette Erdgeschoss dem Stuhlbau vorbehalten. Das Engagement kam hierbei vom Museumsbeirat und vom 2007 gegründeten Verein Deutsches Stuhlbaumuseum Rabenau/Sa. e. V. mit Unterstützung der Stadt Rabenau sowie des Freistaates Sachsen.

## Das Museum heute

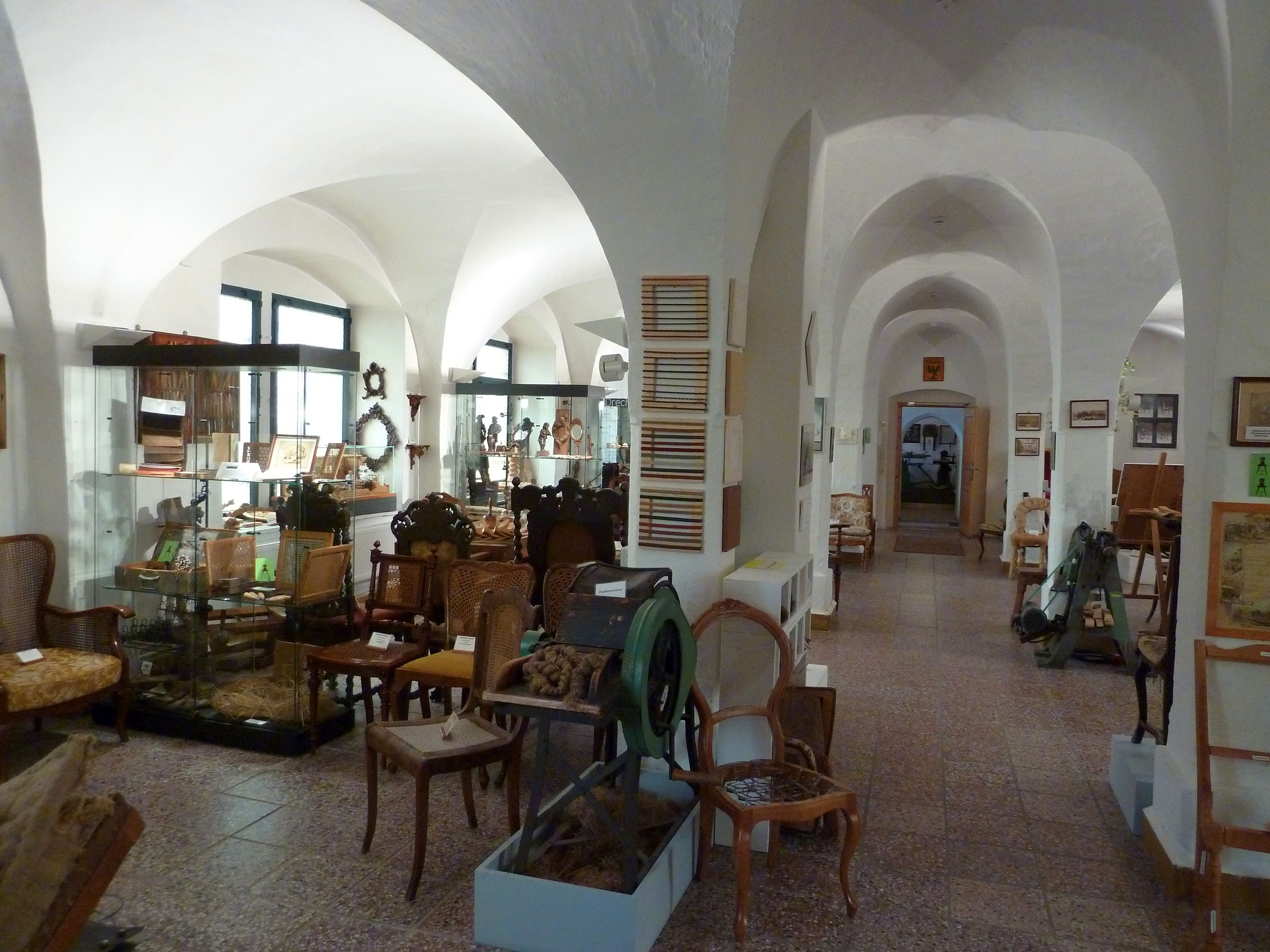
Museumsräume im Erdgeschoss mit Kreuzgewölbe

Im Erdgeschoss mit einem schönen Kreuzgewölbe ist der Bereich Stuhlbau untergebracht. In der ersten Etage befindet sich die Heimatsammlung. Der zweite Stock wird als Archiv genutzt. Schwerpunkt der Sammlung sind Stühle verschiedener Stilepochen der Rabenauer Fertigung, Werkzeuge, Vorrichtungen, Holzbildhauerarbeiten und Flechtmuster. Besondere Beachtung finden in der Sammlung die wertvollen Originale aus Barock, Biedermeier, Gründerzeit und Jugendstil sowie einige Rabenauer Thonetstühle.
In der Heimatsammlung sind Exponate zur Stadtgeschichte, typischer Hausrat sowie bildkünstlerische Darstellungen von Rabenau und dem romantischen Rabenauer Grund ausgestellt. Insgesamt gehören dem Museum gut 5.000 Exponate. Jährlich finden mehrere Sonderausstellungen statt.
2005 wurde die Ausstellung mit der Errichtung der Werkstatt und des Maschinenraumes des Rabenauer Ehrenbürgers und Stuhlbaumeisters Kurt Aehlig erweitert. Dieser zeigt das Rabenauer Stuhlbauerhandwerk zu Beginn des 20. Jahrhunderts – so wie Aehlig ihn von seinem Vater 1927 übernommen hat. Aehlig hatte seine über Transmissionen angetriebenen Maschinen auf dem technischen Niveau des frühen 20. Jahrhunderts erhalten, während sich andere Stuhlbaubetriebe schrittweise (teils verzögert) dem jeweils technisch erreichten Stand anpassten. Bis zu seinem Berufsende 1995 hat Aehlig auf diesen Maschinen gearbeitet.
Weitere für die Stuhlfertigung interessante Maschinen sind seit 2020 im Museumskeller zu besichtigen.
Seit 2019 bietet das Museum eine App mit einem virtuellen Rundgang durch das Museum an. Enthalten sind auch Videos von Vorführungen der ausgestellten Maschinen. Das Museum zählte in diesem Jahr über 5000 Besucher.
„In Anerkennung langjähriger ehrenamtlicher Arbeit und der Wirkung des Museums vor Ort“ erhielt das Deutsche Stuhlbaumuseum 2021 den mit 5.000 Euro dotierten Spezialpreis des Sächsischen Museumspreises.
2022 erhielt das Museum Teile der historischen Werkstatteinrichtung der 1929 gegründeten Polsterei Müller geschenkt, unter anderem eine große Bandsäge für Schaumstoff.

## Galerie

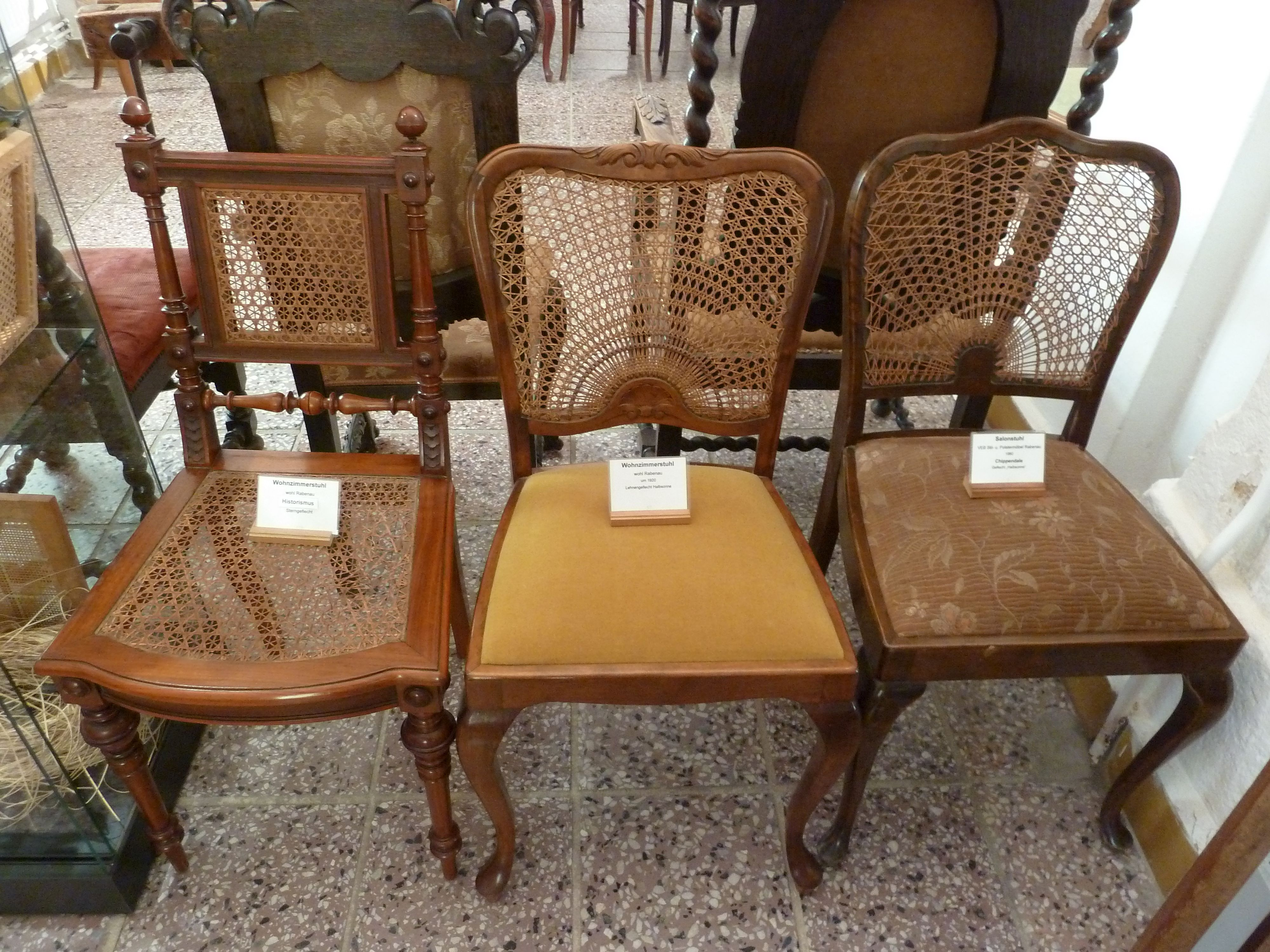
Wohnzimmerstühle aus Rabenau
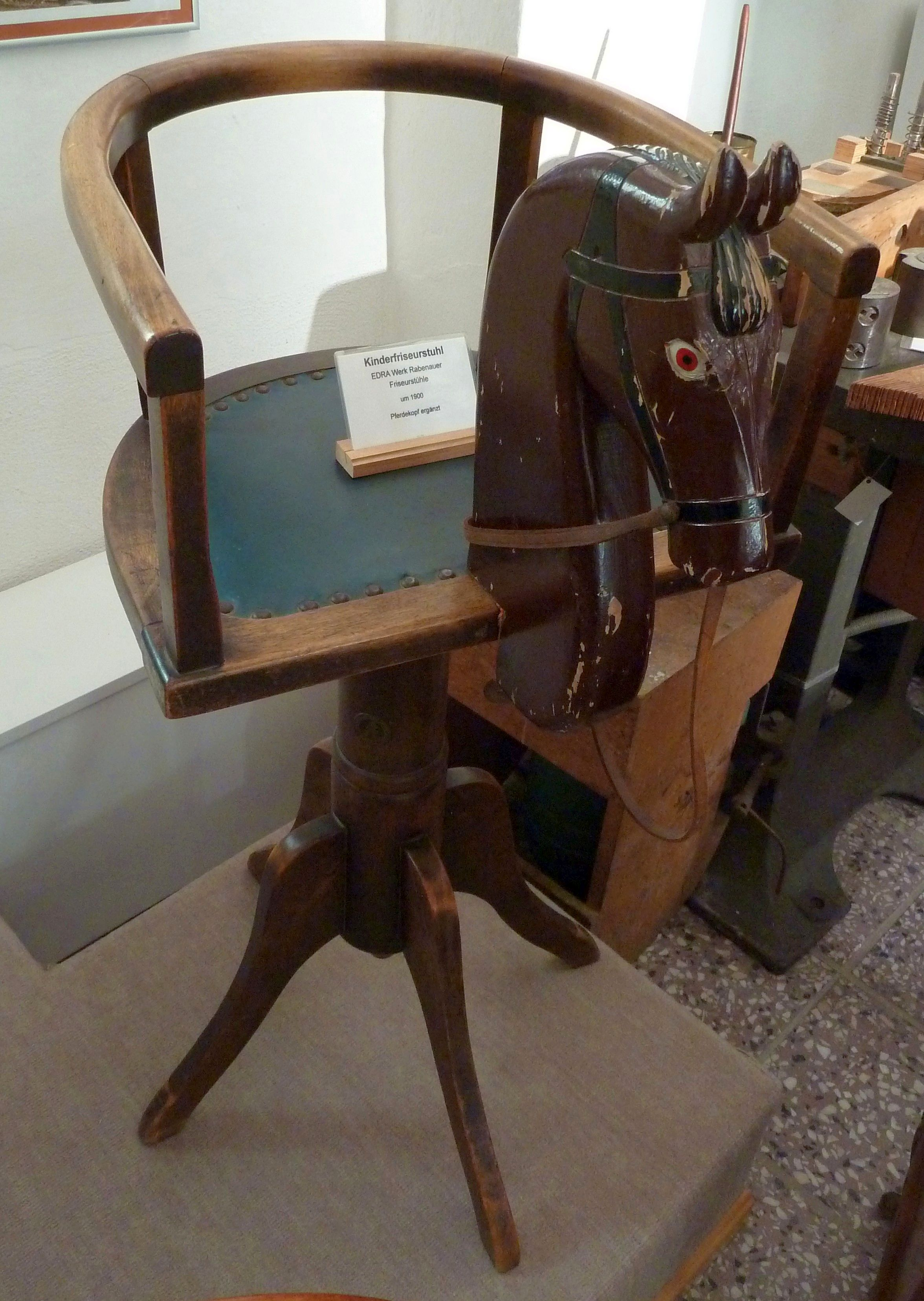
Kinderfriseurstuhl aus Rabenau
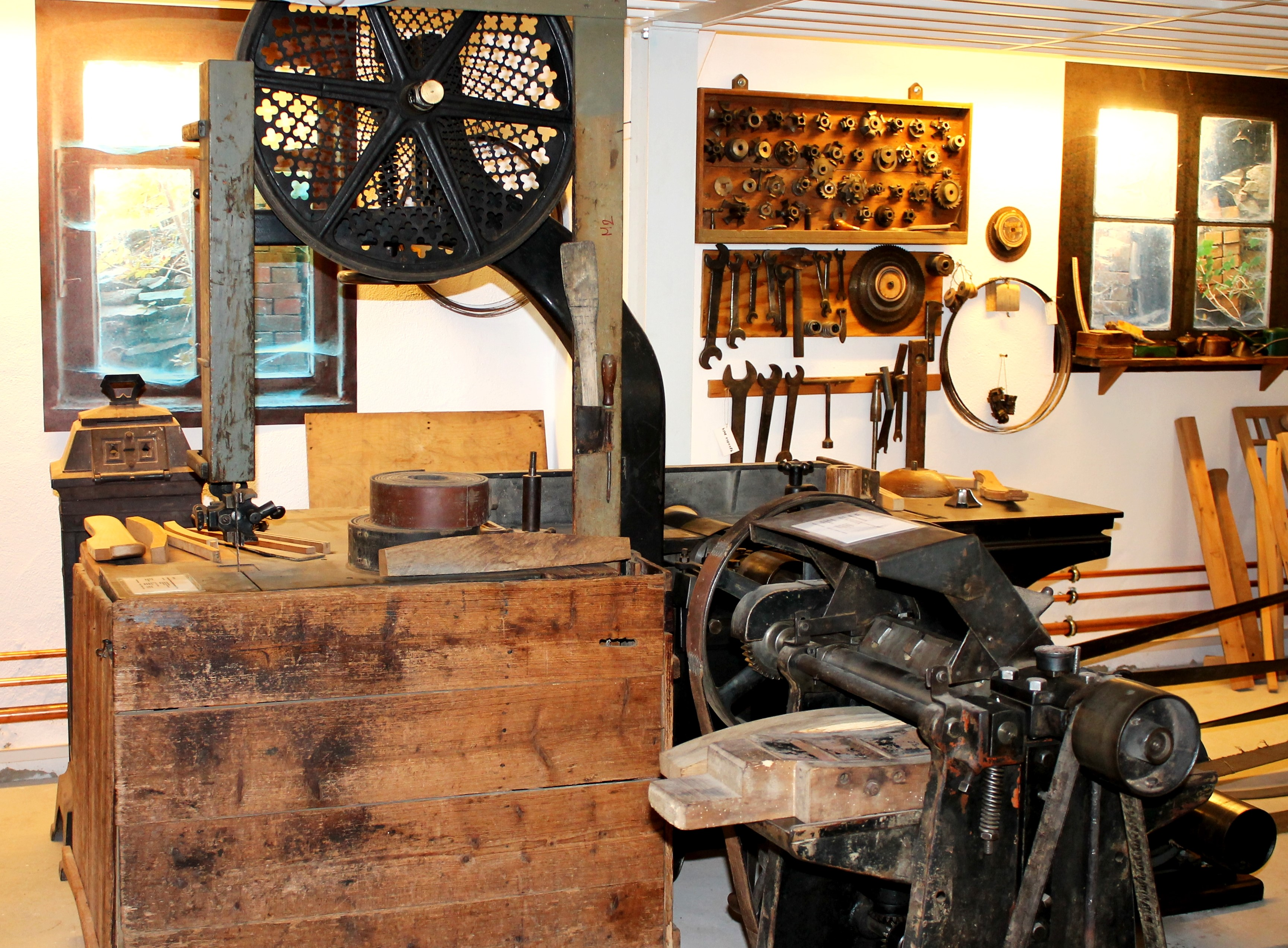
Kombinierte Holzbearbeitungsmaschine
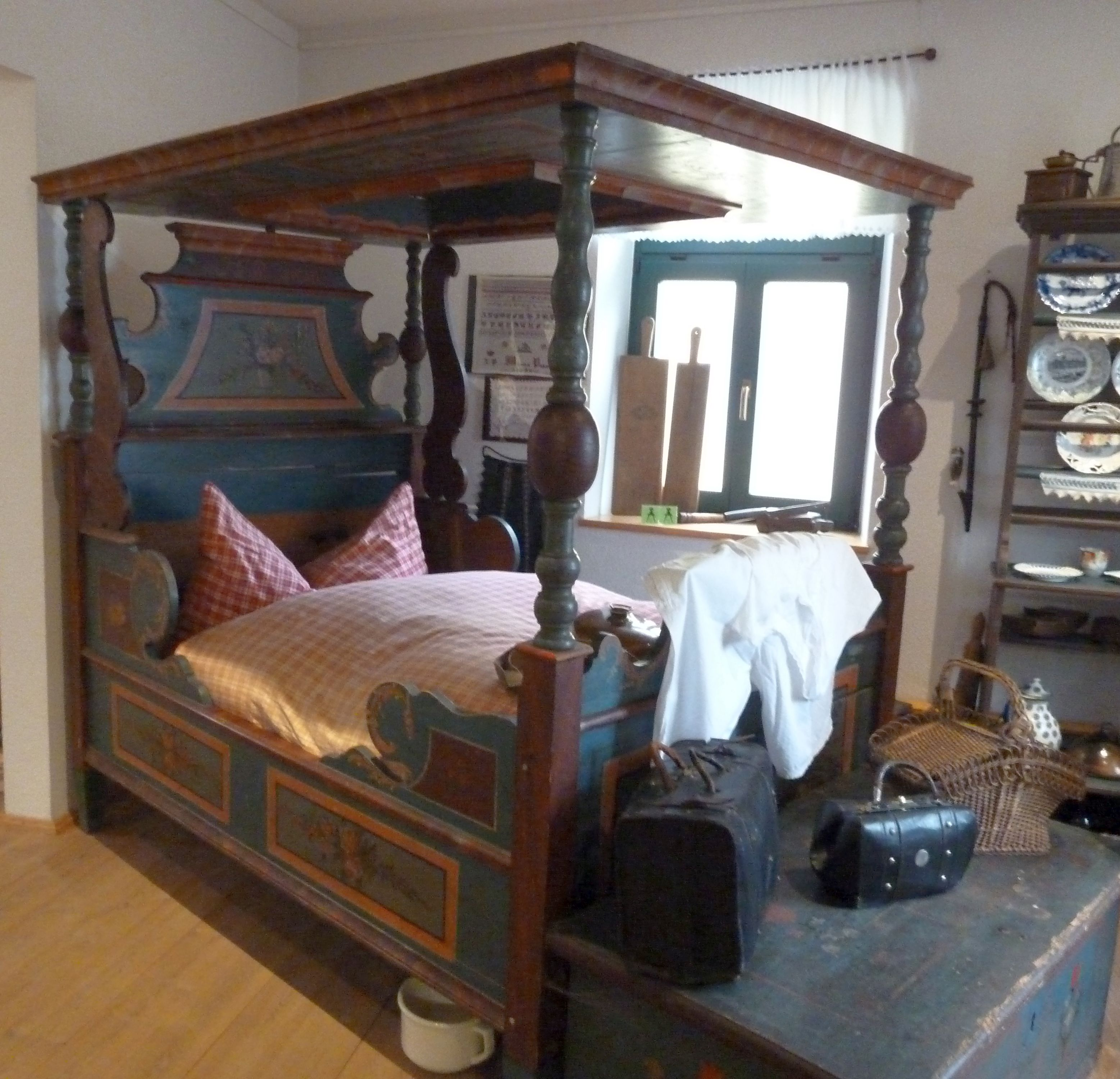
Ehebett aus dem heimatkundlichen Teil des Museums
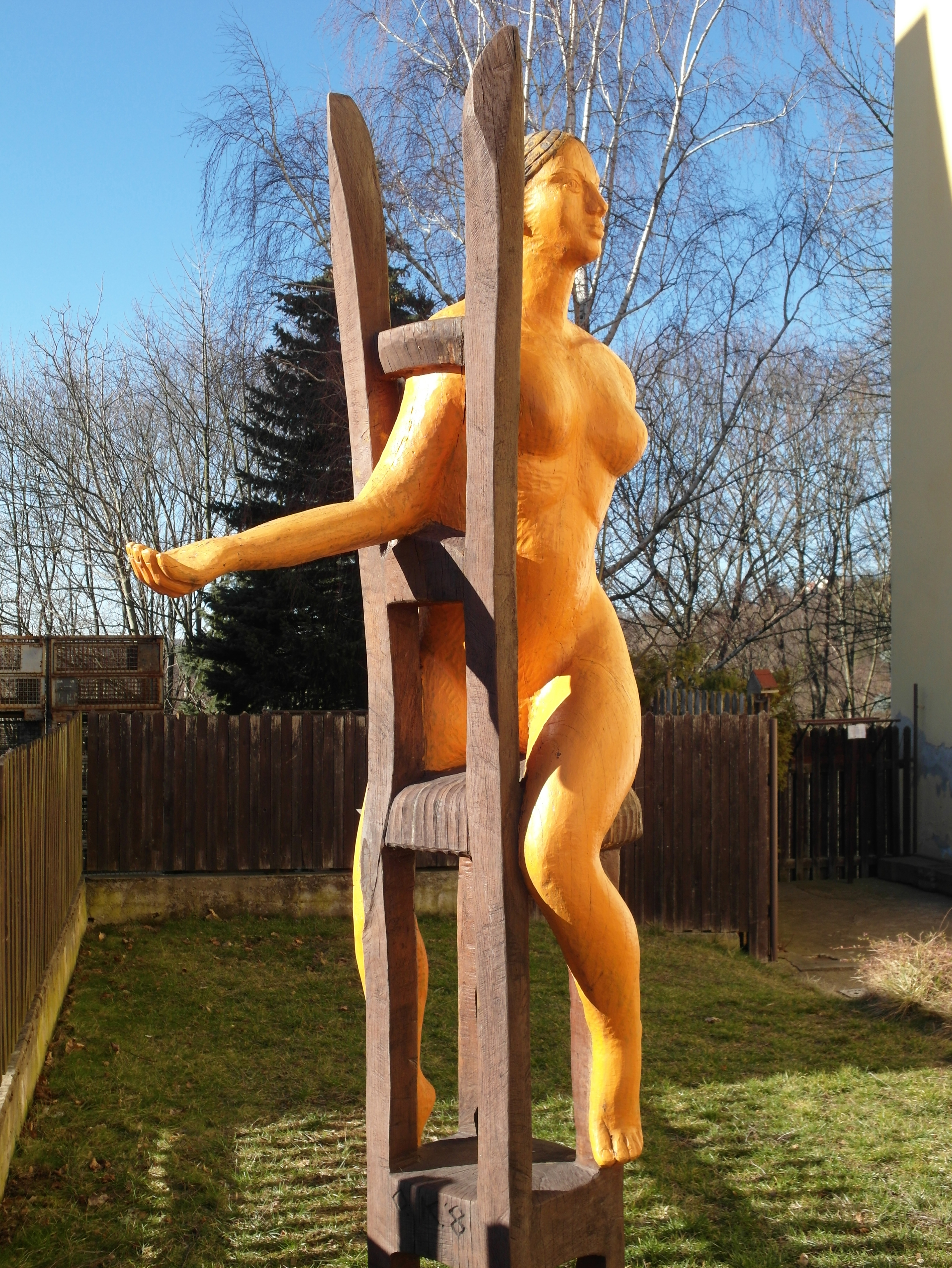
Plastik am Deutschen Stuhlbaumuseum